# Андріївка-Клевцове
Андріївка-Клевцове — село Комарської сільської громади Волноваського району Донецької області, Україна.

## Загальні відомості
Село розташоване на автошляху Н15. Відстань до райцентру становить близько 42 км і проходить автошляхом місцевого значення. Територія села межує з с. Підгаврилівка Синельниківського району Дніпропетровської області.

## Історія
Село засноване в 1782 році. До 1964 року називалося Андріївка-Клєвцове. З 1964 року село називалось Іскра. 10 квітня 2024 року Комітет Верховної Ради України з питань організації державної влади, місцевого самоврядування, регіонального розвитку та містобудування підтримав перейменування села на Андріївка-Клевцове.

## Символіка
Золотий гарбуз, із зеленим листям на ньому є центральним елементом герба. На святкуванні Дня села останнім часом можна побачити багато гарбузів. Взагалі гарбуз це такий символ закінчення сезону врожаю. Бо вони останніми залишаються на полях та городах. Також є паралель із Гелловіном, символом якого є гарбуз, бо походження його кельтського святкування збігалося зі святом врожаю. Зірки на гербі це символ вже колишньої назви села (Іскра). Чорний колір поля символізує родючі землі та зв'язок із предкам через обряд "Гоніння гадюк". Лазуровий правий край символізує річку Вовчу, що відмежовує село від Дніпропетровщини. Чорно-золота гадюка на ньому символізує собою обряд, бо розташована поза чорним полем, тобто поза межами села.

## Культура
Місцевий обряд “Гоніння гадюк” внесений в Національний перелік елементів нематеріальної культурної спадщини України. Обряд присвячений початку Великого Посту, який є часом покаяння в усіх поганих вчинках. Хоча обряд, скоріш за все, походить з дохристиянських вірувань, aле з прийняттям християнства він набув нових рис. В обряді беруть участь виключно чоловіки. Вони повинні очистити оселю від злих духів, злиднів, лиха, всіляких хвороб та напастей, які називають “гадюками”, “гадами”.  Кожна господиня готується до зустрічі з ”полазниками”, як називають у селі тих, хто ходить від двору до двору. Господиня з гостинцями чекає вдома до себе гостей-полазників. Перший день Великого Посту іменують “жилавим понеділком”. В цей день жінкам категорично заборонено ходити по сусідах - є повір’я, що в цей день жінка, коли зайде до чужої оселі, приносить в хату лихо, нещастя. Біля двору хлопці вітають господарів із початком Великого Посту і пропонують “прогнати гадюк” з хати та подвір’я. Після цього господарі дякують полазникам за проведений ритуал, за те, що не минули їхньої хати, і дають гостинці. Дітям та юнакам горіхи, цукерки, пиріжки, яблука, а дорослим чоловікам підносять чарку. Обряд закінчується за селом в степу спаленням допоміжного “інструментарію” та загальною вечерею з того, чим пригощали господарі.

## Населення
За даними перепису 2001 року населення села становило 777 осіб, із них 94,59 % зазначили рідною мову українську, 5,02 % — російську, 0,26 % — вірменську та 0,13 % — грецьку мову.

## Відомі особистості
В поселенні народився:
- Соседенко Григорій Васильович (1934—2013) — начальник управління будівництва Південноукраїнської АЕС, почесний громадянин міста Південноукраїнськ, кавалер Ордена Жовтневої революції (СРСР).
- Бондар Григорій Васильович (нар. 22 квітня 1932 — пом. 27 січня 2014) — доктор медичних наук (1972), професор (1974), академік АМНУ (онкологія, 10.2002); завідувач кафедри онкології Донецького державного медичного університет (з 1975); генеральний директор Донец. обл. протипухлинного центру; чл. Комітету з Держ. премій України в галузі науки і техніки (з 04.2006); депутат Донецької міської ради (з 04.2006).